# رود کله
رود کله (روسی: Келе) یک رودخانه در یاقوتستان کشور روسیه است.